# ノートン・コマンダー (オートバイ)
ノートン・コマンダー（Norton Commander）は、英国のノートン・モータースが製造したオートバイである。

## 概要
ノートン・モータースが前モデルの空冷 ヴァンケル・ロータリーエンジンを搭載したインターポール2の代替として提供した警察用の機器を装備した単座のコードネーム「P52」とデュアルシートの市販型「P53」という2種類のコマンダーがあった。
P52とP53の双方共にグラスファイバー製のボディパネルに内蔵されたパニアケース（pannier）により流麗な外観をしていたが、市販モデルでは取り外し式の荷物入れを好むツーリング・ライダーにとり不便なものであった。これが理由でP53のボディは刷新され、後のモデルでは替わりに取り外し式のクラウザー・K2パニアケースが装着された。
初期のP53はお仕着せの「ウエストミンスター・グレー」（暗いメタリック・グレー）に紅色のデカールといった1色のみが提供されていた。クラウザー装着のP53は設定モデルの一つであった。